# 劇団薔薇座
劇団薔薇座（げきだんばらざ）は、かつて東京都渋谷区初台を拠点に活動していた劇団。創始者は俳優、声優の野沢那智。1963年設立、1975年に一度解散。1977年に再結成し、ブロードウェイミュージカル作品を上演する路線に変更する。1992年頃解散。

## 概要
現在、俳優・声優として活躍する役者が多く所属していた事でも知られ、後世にも語り継がれる劇団である。元座員らから囁かれるのは座長の野沢の厳しい演技指導であり「演劇界の修羅」とまで評され、ダメ出しの際に飛ぶ罵声や物を投げるといった凄まじさから「ナチ収容所」など散々なあだ名が付けられた。野沢がパーソナリティを務めるラジオ番組では薔薇座の紹介もされており、それを参考に入団した者は「パーソナリティ・ナッちゃん」と「演出家・野沢那智」のギャップに圧倒され、「こりゃ詐欺だ」と嘆いていた。
また、戸田恵子によると座員には前売り券8000円×100枚の80万円分のノルマが課せられており、金銭的余裕がなかった戸田は知人に頭を下げてノルマを達成していたという。
なお、劇団では座員のアルバイトとして洋画、アニメへのアフレコの仕事を引き受けており、先述の戸田のようにアルバイトを続ける内に声優に転身する者もいた。
様々な評価がされた劇団だったが、座員で野沢の弟子でもあった鈴置洋孝は「ここを経験していたから頑張れた」と語り、先述の戸田は野沢が亡くなった際のコメントで「劇団時代のことは当然ながらともに過ごした劇団員にしかわからないことことばかりで、言えることもあれば言えないこともあり、また、言わないほうがいいと思うこともある。（中略）よその演出家はそれはそれは誉めてくださるのに（野沢は）稽古が上手くいったときでも“段取りはそういうことだ！”となかなか誉めてはもらえない。過酷な稽古で培った忍耐力、いまでも誰にも負けないと思っています。一番感謝すべきはやはり“芝居”を教わったことで私の芝居の土台はすべてここにあります。私の芝居はまちがいなく、野沢流なんです。」と当時を振り返り故人を偲んだ。

## 公演作品
- オルフェ（1966年）
- バッカス（1966年 農協ホール）
- ルノーとアルミード（1967年）
- ブリタニキュス（1968年）
- 円卓の騎士（1971年）
- ケイトンズヴィル事件の九人（1972年）
- 悪は走る（1972年）
- 円卓の騎士（再演 1977年 赤坂国際芸術家センター）
- アップル・ツリー（1978年 労音会館）
- ローマで起こった奇妙なできごと（1980年 渋谷エピキュラス）
- BENT 〜ねじまげられて〜（1981年）
- greese グリース ロックンロール・ミュージカル（1981年）
- 死の罠（1981年）
- 旅立て女たち（1981年）
- ローマで起こった奇妙なできごと（1981年 池袋 サンシャイン劇場）
- アンフィトリオン38／八人の女（1981年）
- ジェミニ（1981年）
- 白夜（1982年 渋谷ジァン・ジァン）
- アップル・ツリー（再演 1982年 六本木 俳優座劇場）
- greese グリース ロックンロール・ミュージカル（再演 1982年）
- ローマで起こった奇妙なできごと（1983年 銀座 博品館劇場）
- BENT 〜ねじまげられて〜（再演 1984年）
- KING of HEARTS（1985年）
- 覗きからくり遠眼鏡 幕末群盗伝（1985年）
- クライムズ オブ ザ ハート（1985年）
- 踊れ艦隊のレディたち（1985年）
- BENT 〜ねじまげられて〜（再演 1985年）
- BABY（1986年　銀座博品館劇場）
- 踊れ艦隊のレディたち（再演 1986年）
- 来られない友に乾杯（1986年）
- BENT 〜ねじまげられて〜（再演 1986年）
- アパートの鍵貸します（1987年）
- ステージ・ドア（1987年）
- 踊れ艦隊のレディたち（再演 1987年）
- スイート・チャリティー（1988年 六本木 俳優座劇場）
- アパートの鍵貸します（再演 1988年）
- 品川居残り薫風ひとしずく 幕末青春伝（1988年）
- 哀・鬼伝説 江戸元禄華やかしき頃（1988年）
- ミスターシンデレラ（1988年）
- おお!活動狂時代 バイオグラフガール（1989年）
- 踊れ艦隊のレディたち（再演 1989年）
- おお!活動狂時代 バイオグラフガール（再演 1990年 サンシャイン劇場）
- 暗くなるまで待って（1990年）
- 怒りをこめてふりかえれ（1990年）
- チャーリーはどこだ?（1990年）
- ミスターシンデレラ（1990年）
- ニューヨーク・恋便り（1992年）

## 在籍した俳優
- 戸田恵子
- 高島雅羅
- 玄田哲章
- 鈴置洋孝（故人）
- 有本欽隆（故人）
- 岸野幸正
- 難波圭一
- 北脇一徹
- 鉄砲塚葉子
- 西川敬三郎（故人）
- 野口元夫（故人）
- 筈見純
- 菅谷勇
- 石塚運昇（故人）
- いまむらのりお
- 江森浩子
- 椎橋重（故人）
- 志賀克也
- 鈴木清信
- 竹村拓
- 津久井教生
- 富本牧子
- 中村秀利（故人）
- 笹木綾子
- 斎藤静江
- 川島美菜子
- 大塚達矢
- 安崎求
- 片岡富枝